# Centro de Computación de Corea
El Centro de Computación de Corea (KCC) (조선콤퓨터쎈터 en coreano) es el principal centro de investigación de tecnologías de la información de Corea del Norte, fundado el 24 de octubre de 1990.
El CCC opera ocho centros de desarrollo y producción, y 11 centros regionales de información. Tiene oficinas filiales en Alemania, China, Siria y en los Emiratos Árabes Unidos. Posee un especial interés en investigación en Linux.